# Maléchévo
Le Maléchévo (en macédonien Малешево) est une vallée de l'est de la Macédoine du Nord. Elle se trouve sur le cours supérieur de la Bregalnitsa, un affluent du Vardar, et s'étend entre deux massifs montagneux, la montagne de Maléchévo et la Platchkovitsa. Le Maléchévo est inclus dans le territoire des municipalités de Pehtchevo et Berovo, dont il forme la partie centrale. La région est un axe important puisqu'elle commande l'accès de l'un des quatre passages de frontières entre la Macédoine la Bulgarie.
Le Maléchévo couvre 192 kilomètres carrés et compte 14 villages et deux villes, Pehtchevo et Berovo. Il est séparé au nord du Piyanets, une autre vallée axée sur la Bregalnitsa par la montagne de Beyaz Tepe, et au sud de la vallée de la Stroumitsa par l'Ograjden. Les principales activités économiques sont l'élevage et la culture de primeurs,.